# Vinovia
Vinovia neboli Vinovium byla římská pevnost a osada, která ležela necelé 2 km na sever od města Bishop Auckland na březích řeky Wear v hrabství Durham na severovýchodě Anglie. Osada na tomto místě zůstala až do pozdního středověku, ale moderní vesnička Binchester stojí asi 3 km na východ, nedaleko města Spennymoor. Ruiny pevnosti jsou známé i jako Binchesterská římská pevnost.

## Historie pevnosti a civilní osady

### Pevnost

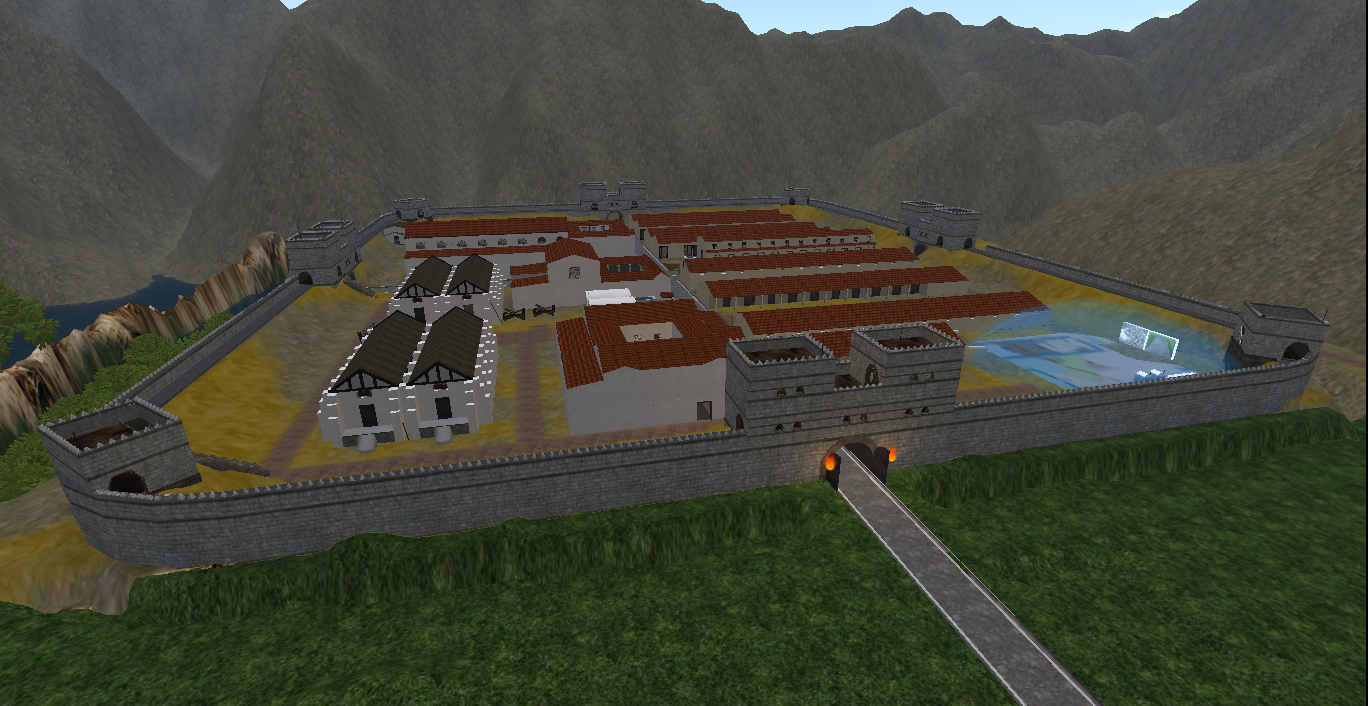
Představa o původní podobě pevnosti Vinovia

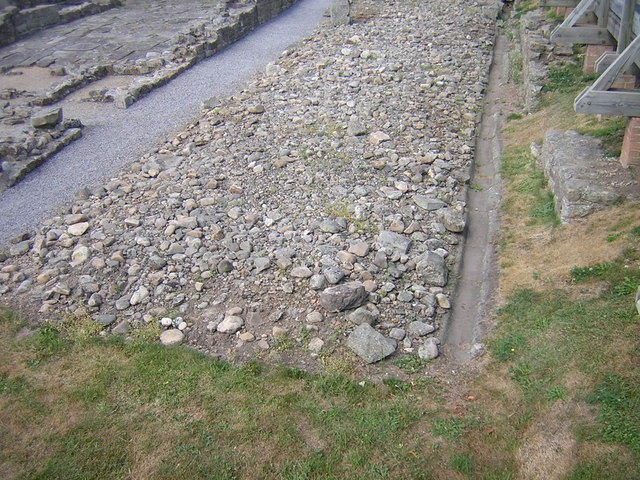
Římská silnice v Binchesteru

O osídlení okolí této oblasti v době před Římany zatím není mnoho známo. Pevnost byla založena pravděpodobně kolem roku 79, aby střežila přechod přes řeku Wear na starověké silnici Dere Street, hlavní římské spojnici mezi městem York, Hadriánovým valem a Skotskem, a také hlavní cestou v pevnosti, via principalis. Tato pevnost na kopci 15 m nad řekou Wear byla největší římskou pevností v hrabství Durham.
Před zahájením výstavby pevnosti byla náhorní plošina zbavena stromů a keřů. Archeologové tam našli čtyři mince s císařem Vespasianem, z nichž dovodili, že původní budova pevnosti souvisela s Agricolovým tažením na sever na území Brigantů.
První pevnost byla (podle jiného zdroje) postavena mezi léty 75–80 a zabírala přibližně 7 hektarů, což je trojnásobek plochy většiny pevností Hadriánova valu. Sídlilo v ní 1000 mužů jízdního oddílu a snad i odloučený oddíl deváté legie z Yorku. Stavba byla dřevěná. Stanwix (severně od Carlisle), kde byla také posádka s tisícem jezdců, měl jen okolo 4 hektarů. Důvod tak velkého rozdílu v rozloze těchto pevností není znám.
Pevnost s kamennými hradbami, vybudovaná v polovině 2. století, měla plochu už jen 4 hektary. Nadále v ní byla posádkou jízda, a to Ala Vettorium ze středního Španělska. Tu časem doplnila jednotka jízdy z oblasti, kde v současnosti leží Holandsko.
Na místě lze zhlédnout zbytky domu velitele pevnosti a vedle budovu lázní. Je tam jeden z nejlépe zachovaných příkladů hypokaustu (vytápění pod podlahou) v celé Británii.

### Posádka
Není zcela jasné, které jednotky v této pevnosti sídlily. V nápisech z tohoto místa byly zmíněny cuneus Frisorum Vinoviensium a equites catafractariorum. Také tam pravděpodobně byla pomocná jednotka ala Vettonum,tj. kohorta frízského jezdectva, a část šesté legie. Právě muži z legie VI Victrix možná postavili původní pevnost.

### Civilní osada

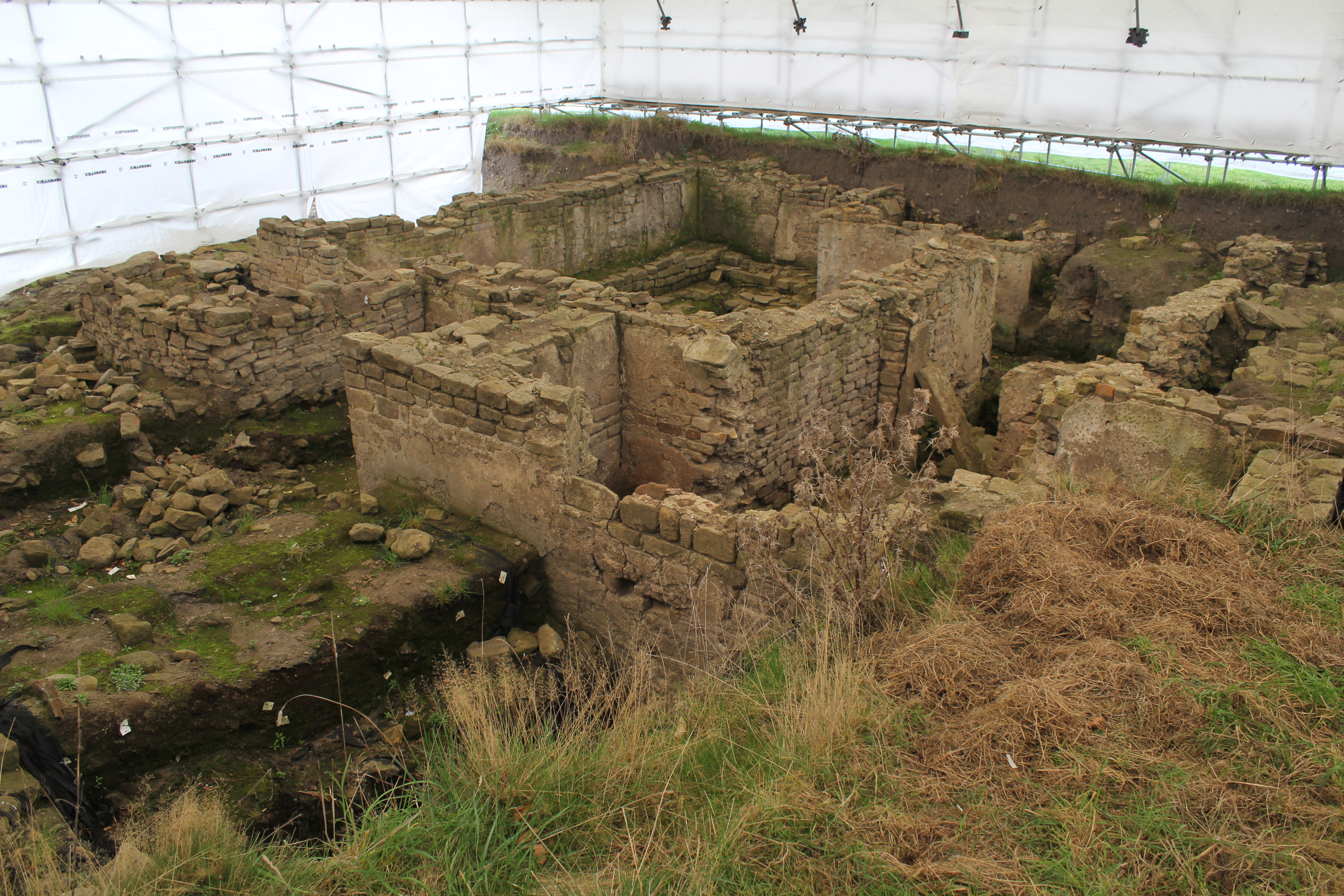
Odkryté zbytky civilní osady

Na sever a na západ od pevnosti existovala rozsáhlá civilní osada (vicus), jejíž pozůstatky leží pod pastvinami farmy Binchester Hall. Jižní část pevnosti se dostala pod Binchester Hall. Jiná část opevnění byla zničena při sesuvu půdy v 19. století. Pozůstatky kamenného mostu, po němž silnice Dere Street překonávala řeku Wear, je stále vidět, když má řeka málo vody.  V roce 2007 bylo na sever od civilní osady nalezeno několik hrobek.

### Pozdější vývoj
Ačkoli římská okupace Británie skončila oficiálně kolem 410,  v oblasti kolem Binchesteru zřejmě dále žilo místní obyvatelstvo. Počátkem 6. století byl založen malý anglosaský hřbitov a začalo bourání budov pevnosti kvůli stavebnímu materiálu, jehož část nakonec posloužila při stavbě kostela ve vesnici Escomb v 7. století. Až do pozdního středověku v Binchesteru přežila osada a panské sídlo. Jeho místě stojí Binchester Hall ze 17. století. 

## Archeologické vykopávky v pevnosti a civilní osadě
O pozůstatcích pevnosti odborníci věděli již od 16. století. V 1552, John Leland napsal, že na polích v okolí nalezeny římské mince, William Camden se v roce 1586 zmínil, že tam lze vidět zbytky zdí. Lázně byly nalezeny v roce 1815, kdy se povoz náhodou propadl dostal do části hypocaustu. Tyto pozůstatky staveb silně utrpěly v 1. polovině 19. století. V 1828 byly "oltáře, pohřební urny a jiné památky” používány jako podpěry stěn při dobývání uhlí v této oblasti. V roce 1836 přešla pevnost a okolní pozemky ze soukromého vlastnictví do vlastnictví anglikánské církve.

### Vykopávky v době viktoriánské
První archeologické vykopávky se uskutečnily v letech 1878 až 1880 pod záštitou Johna Prouda z města Bishop Auckland a reverenda Roberta Eliho Hooppella z vesnice Byers Green, kteří zkoumali lázně, část hradeb a okolního osídlení. Hooppell však tvrdil, že „(prakticky) vše, co bylo nalezeno v Binchesteru před rokem 1879, bylo zničeno nebo odvezeno a není naděje, že by se něco mohlo vrátit na místo“. Hooppell nechal vykopat východní hradbu pevnosti, kde se ukázala část silnice Dere Street, která fungovala i jako pevnostní via principalis. Prozkoumali také vicus a odkryli několik prostých domů. V roce 1891 způsobilo zavádění moderního vodovodního potrubí v této oblasti zničení severovýchodního rohu pevnosti, zejména hradby, silnice Dere Street a několika domů civilní osady, ale byl při tom nalezen velký římský oltář, který Pomponius Donatus věnoval Jupiterovi a Matres Ollototae (třem bohyním keltských matek původně z kontinentu).

### Vykopávky ve 20. století
V roce 1937 Kenneth Steer kopal kolem hradeb pevnosti v rámci svého studia archeologie na Durhamské univerzitě. Našel důkazy o domech z doby po opuštění Británie Římany na místech, kde bývaly pevnostní příkopy, což naznačuje, že civilní osídlení pokračovalo. Také rozpoznal pevnost z doby Julia Agricoly pod tou pozdější, přibližně ze 3. století.
Další práce pokračovaly v roce 1955 a mezi lety 1964 a 1972, kdy byly vykopány lázně. V 60. letech archeologické naleziště spadalo pod radu hrabství Durham. V roce 1971 záchranný výzkum objevil na severozápadním konci Binchester Hall přibližně šest po sobě jdoucích vrstev kasárenských dřevěných domů.
Dlouhodobý program vykopávek, který zahájilo Bowesovo muzeum, probíhal v letech 1976–1980 a poté znovu v letech 1986–1988. Zaměřil se především na lázně a sousední dům velitele pevnosti a odhalil několik fází výstavby.
První byla výstavba domu, pravděpodobně používaného velitelem pevnosti, postaveného někdy po polovině 4. století na místě, kde stávaly dvě menší kamenné budovy, pravděpodobně také praetoria. Měl atraktivní výzdobu a byl určen pro jednoho obyvatele. Později, ale možná stále ve 4. století, byly vedle domu postaveny lázně, což si vyžádalo demolici části dřívější budovy. Měly tři místnosti: pro koupel v teplé vodě, horké vodě a horké vodě se dvěma bazény, určené výhradně pro velitele. Později patrně v domě žilo víc lidí. Místnosti byly rozděleny a v původně velkém domě bylo vytvořeno několik samostatných jednotek. Lázně byly přestavěny tak, že mohly být otevřeny pro celou posádku pevnosti. Mince uzurpátora Magnentia, ražená mezi roky 350 a 360, může pro tyto renovace poskytnout časovou orientaci.
Později dům a lázně zažívaly těžké časy. Nedostatečná údržba je patrná v příštím období a v domě byly místnosti využívány jako dílny, včetně kovárny, hašení vápna a porážení zvířat, o čemž svědčí nálezy mnoha zvířecích kostí. Nakonec se zřejmě zřítilo několik zdí a část střechy lázní, jak se někdy v době po odchodu Římanů blížil konec komplexu.

Celá pevnost byla od poloviny 6. do 11. století využívána jako hřbitov. V troskách zřícené střechy byla nalezena kostra saské ženy.

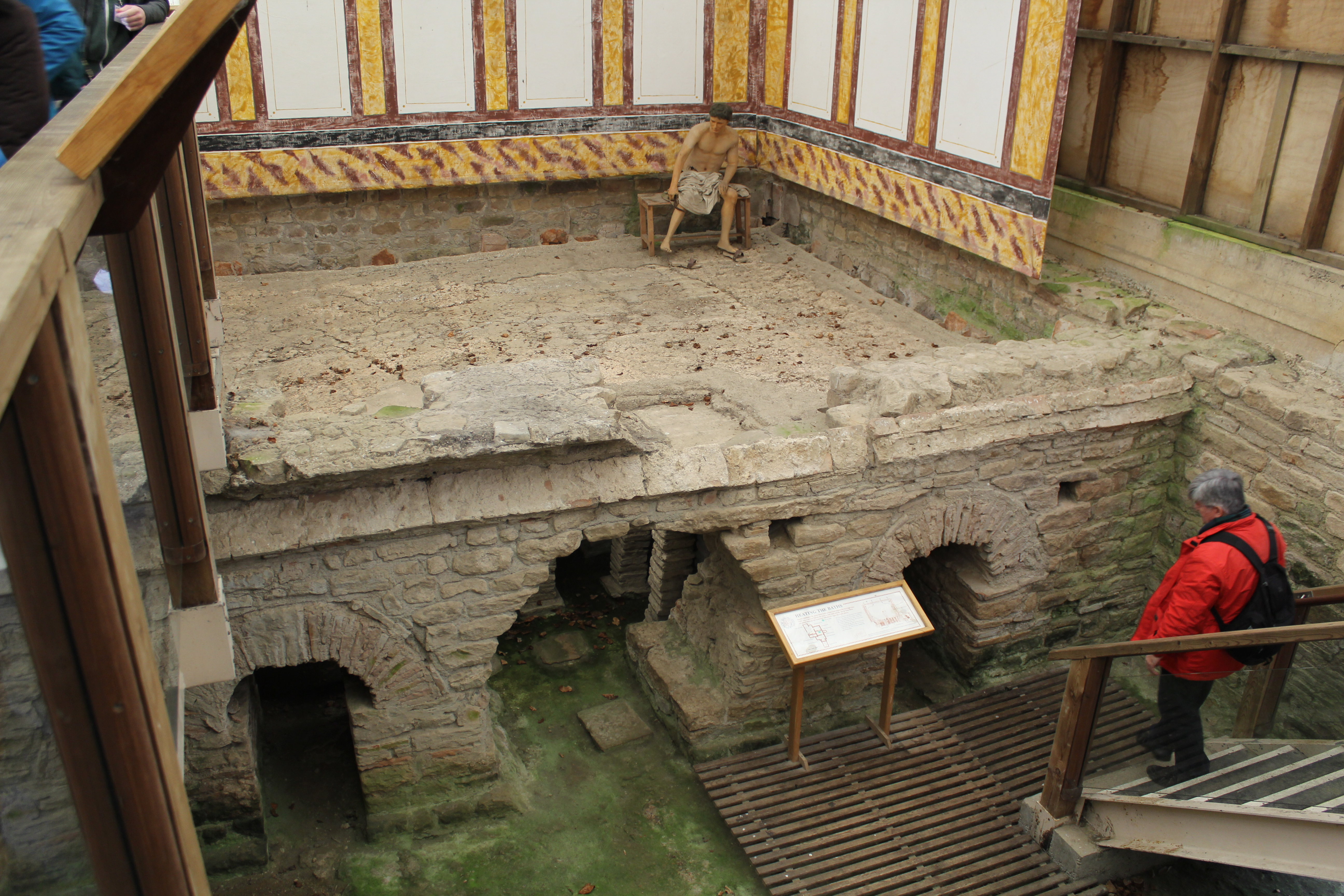
Místnost pro teplé koupele
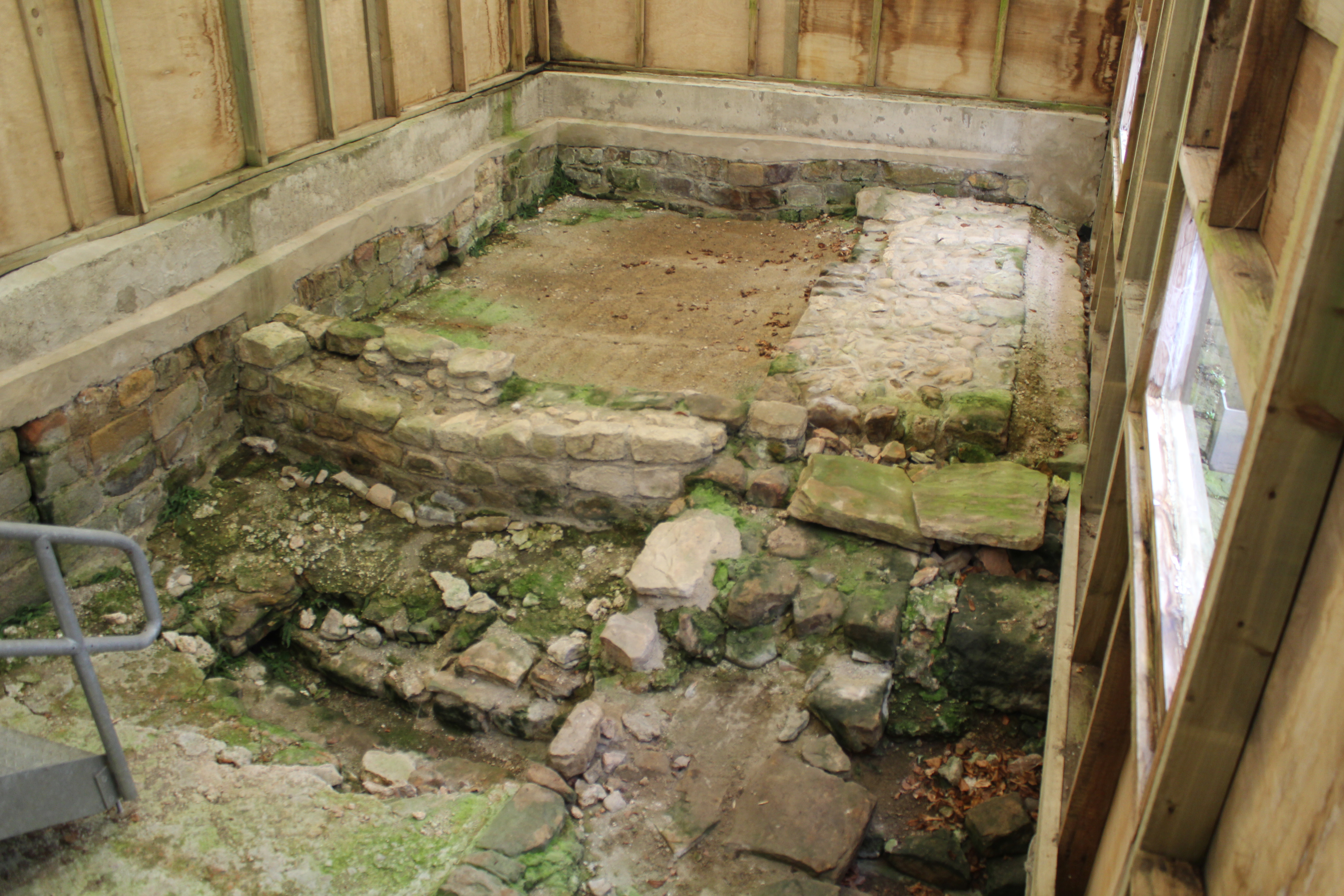
Koupele ve studené vodě
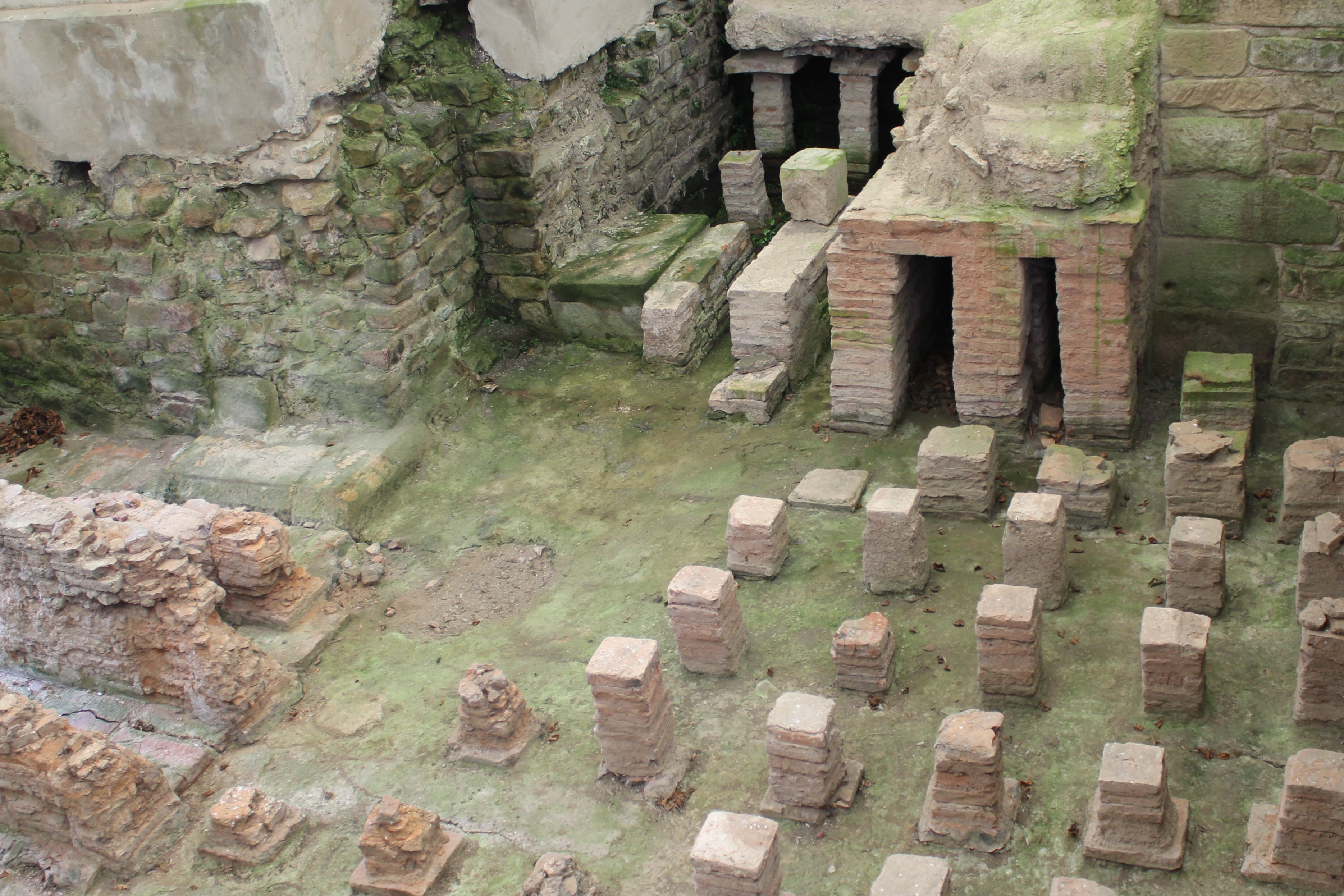
Další místnost pro koupel v teplé vodě

### Vykopávky v 21. století

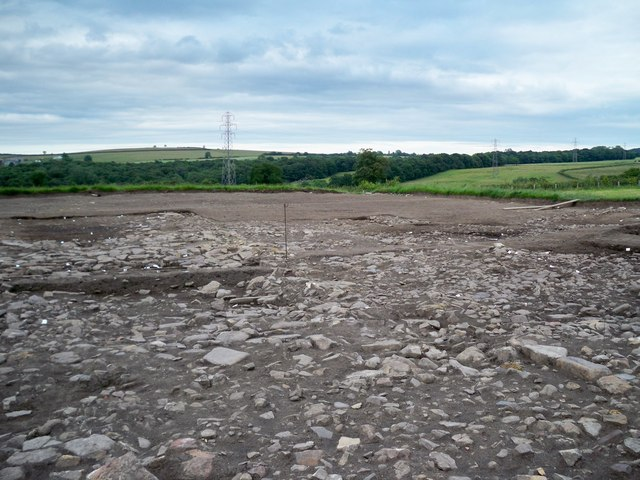
Vykopávky v Binchesteru

V roce 2004 bylo geofyzikálním mapováním zmapováno necelých 5 hektarů civilní osady. I na základě předchozích průzkumů se tak vytvořila představa o poměrně rozsáhlé civilní osadě, která leží pod poli na východ od pevnosti, kde kdysi kopal Hooppell.
V dubnu 2007 v souvislosti s televizním pořadem o archeologii tam proběhl další průzkum. Kromě objevení dalších pozůstatků větší, dřívější pevnosti byla vypována řada tří vojenských hrobek, „prvních, které byly v Británii nalezeny po 150 letech“.  Dále tým zjistil, že vicus sahal i na sever od pevnosti.
Další práce proběhly v roce 2009 (příkop v severovýchodním rohu pevnosti). V roce 2010 se kopalo uvnitř pevnosti i mimo ni, v civilní osadě. Na Durhamské univerzitě se zkoumáním zabývali Richard Hingley a David Petts, na Stanfordově univerzitě Michael Shanks, Gary Devore, Melissa Chatfield a David Platt.
V roce 2018 objevilo za 6 týdnů 60 archeologů a dobrovolníků cestu, artefakty a několik dílen z doby římské.

### Problémy při interpretaci
Datování pevnosti a osady v Binchesteru je poměrně obtížné vzhledem k omezenému množství informací nalezených v této lokalitě. Většina podlah zkoumaných uvnitř pevnosti byla opus signinum a při užívání byly udržovány v relativní čistotě. Několik mincí bylo nalezeno pod podlahou, ale ty často dávají jen nejranější možné datum a mince přestávají být spolehlivými vodítky v 5. století, ačkoli osídlení v Binchesteru a kolem něj jistě trvalo do raného středověku. Moderní pátrání v osadě po datovatelných nálezech bylo zatím bezvýsledné.